# Hergo
 (octobre 2013).

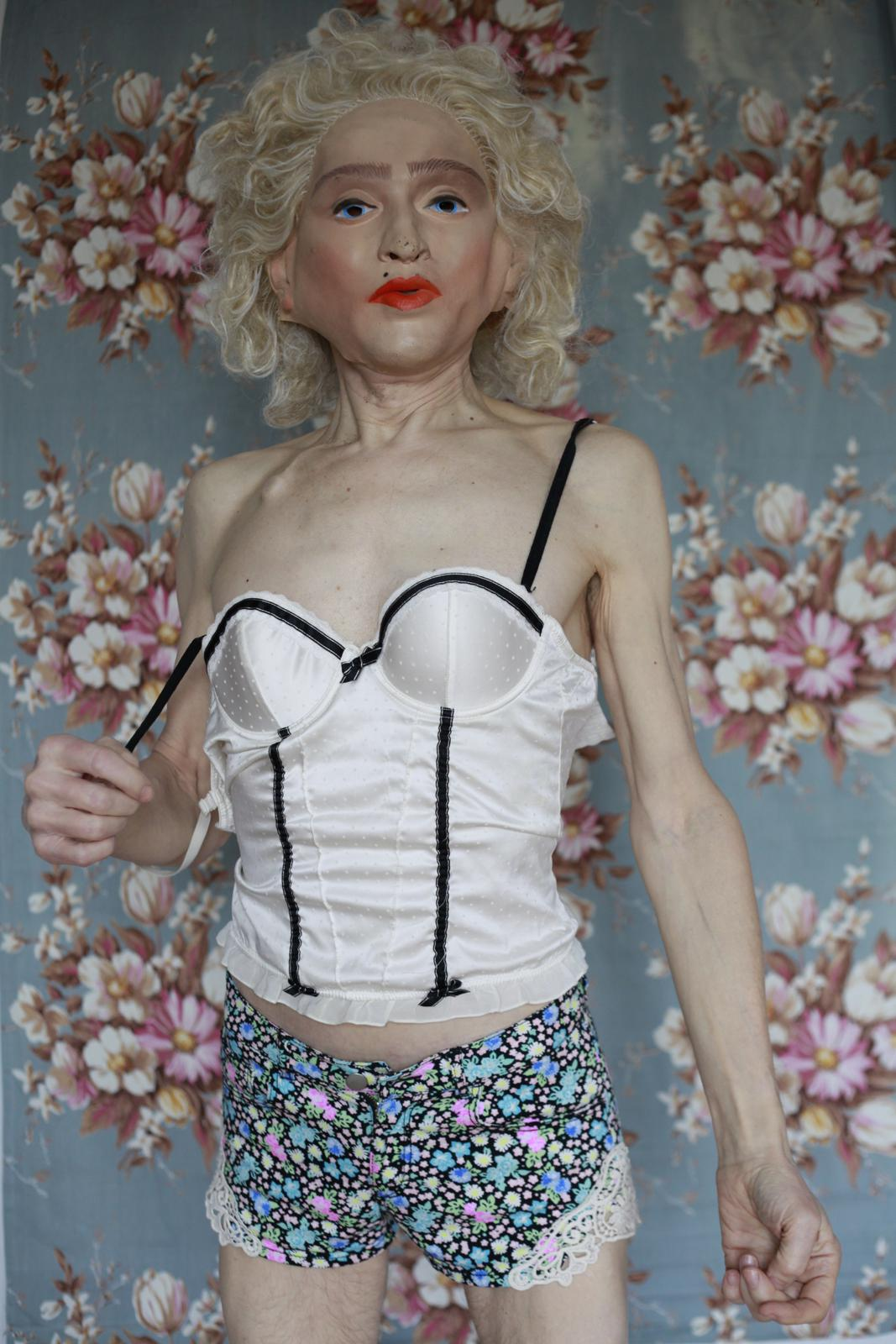
Extrait de la série Body Talking, 2016.

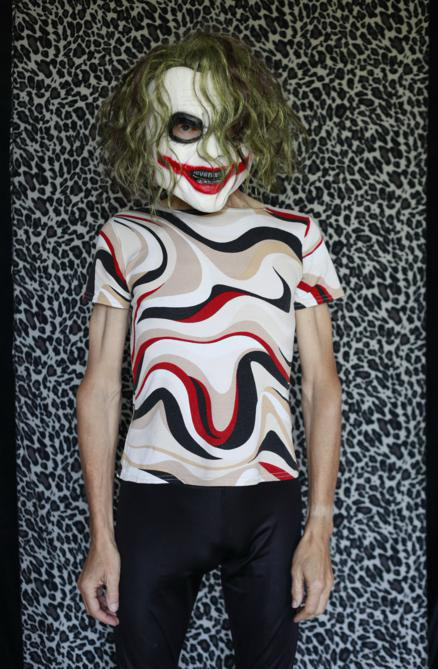
Diablesses, de la série Body talking, 2015.

Hergo est un photographe français né Henri Godineau à Cholet le 20 juillet 1951 et mort le 28 janvier 2020 à Paris, qui pratique la photographie d’auteur depuis la fin des années 1970.

## Biographie
En 1978, il réalise Deux enfants sur le chemin, première photo emblématique publiée dans l’album 20 ans du journal Libération (20 ans/20 photos 1973-1993).
Viennent ensuite des ensembles de photographies abordant les thèmes de la jeunesse, de l’amour, de la mort et du sexué, mais aussi l’art, le cinéma, le burlesque et toujours l’intime de la situation et des personnes abordées.
En 1984, il obtient une bourse d’aide à la création.
En 1995/1996, une résidence à la Cité Internationale des arts de Paris lui permet de fréquenter plus assidûment les ateliers d’artistes.
C’est ainsi qu’il réalise sa série de portraits d’artistes en développant une approche singulière empruntée à sa série “Les Mythos” (1989 – 1995) présentée en 1995 à la galerie Contrejour (Paris)  puis en 2016 au centre Pompidou à l’occasion de l’exposition “ L’insoutenable légèreté, les années 80”.

## Séries photographiques
- 2015-2017 Body Talking : autoportraits burlesques et masqués, en réponse à l'âge et à la maladie
- 2015-2016 Diablesses. Femmes masquées
- 2012-2015 Les Encadrés. Tirages revisités
- 2008-2013 Streets. Portraits de rue.
- 1999-2014 Venise
- 2001-2007 Corps botaniques. Soixante modèles pour une typologie.
- 1985-2006 Dr Martinot, histoire d’une cryogénie.
- 1980-2012 Les Altérations. La face voilée des tirages
- 1998-2003 Les Télévisuelles. Passages à l’écran.
- 1995-2003 Yo, jeunes des années 2000.
- 1991-2000 Portraits d’artistes : Vasarely, Soulages, Nemours, Agam, Soto, Morellet, Debré, Hybert, Tatah…
- 1995-1998 Avanti, la voiture dans la ville.
- 1992-1992 Electric Avenue, Brixton
- 1991-1991 Black Line, portrait architectural d’une ligne de métro londonienne, la Northern (Exposée à Blagnac (Gironde) et Châtellerault (Vienne) en 1993, à Niort (Deux-Sèvres) en 1994 et à Cholet (Maine-et-Loire) en 2007)
- 1989-1995 Les Mythos – portraits mythographiques. Portraits de jeunes des années 1990 (Exposée en 1995 à Paris à la galerie Contrejour puis en 2016 au centre Pompidou in “ Les années 80”).
- 1988-1995 Ciné Spectator. Essai photographique sur le cinéma projeté en salles obscures. (Acquise par le conseil général du Pas de Calais en 1994 et publiée dans le magazine « Photographies Magazine » en 1995)
- 1988-1994 Les Radios Actifs. Saga anthropomorphique à partir d’objets détournés. (Exposée à Paris en 1996)
- 1986-1990 Salut Marie… mourir a 24 ans.
- 1983-1984 Féminin XYZ (Exposée à Athènes (Grèce) en 1985)
- 1980-1985 Les Eighties. Portraits de jeunes des années 1980 (Exposée à Luxembourg en 1983, à Paris en 1984 et à Athènes (Grèce) en 1985).
- 1978-1978 Première photo emblématique : « 2 enfants sur le chemin » (publiée en 1993 dans l’album 20 ans du journal Libération (20 ans/20 photos 1973-1993))

## Expositions personnelles
- 2024-2025 : Cholet, Musée d’Art et d’Histoire : « Portraits d’artistes »[4],[5].
- 2007 : Paris, Maison européenne de la photographie. Projection rétrospective.
- 2007 : Cholet : Black Line.
- 2005 : Chartres de Bretagne, au Carré d’art : Ciné spectator.
- 1996 : Beauvais : Ciné spectator.
- 1995-1996 : Paris, Galerie Contrejour : Mythos et Radio Actifs
- 1994 : Niort : Chambre noire (les Altérations) et Black Line.
- 1994 : Bressuire : Des visages et des signes, rétrospective sur le portrait.
- 1993 : Blagnac, Forum de l’image : Black line
- 1993 : Châtellerault, École municipale d’arts plastiques : Black Line
- 1991-1993 : France, Galeries Fnac : Cine spectator.
- 1985 : Grèce, Centre photographique d’Athènes : Les Eighties et Feminin XYZ.
- 1984 : Paris, Espace Canon : Les Eighties.
- 1983 : Luxembourg, Galerie Nei Liicht : Les Eighties.

## Expositions collectives
- 2022-2023 : Espagne (Madrid, Barcelone et Saragosse), musées du Caixa  Forum. Exposition «Visiones Expandidas, Fotografía experimental »,  Fundació La Caixa coréalisée avec le Centre Georges Pompidou.
- 2023 : Paris Bibliothèque Nationale : "Noir & Blanc : une esthétique de la photographie. Collections de la Bibliothèque Nationale de France"
- 2020 : Paris Grand Palais : "Noir & Blanc : une esthétique de la photographie. Collections de la Bibliothèque Nationale de France"
- 2016 : Paris, Centre Georges-Pompidou : "L'insoutenable légèreté, les années 80 "
- 2008 : Paris, Heart Galerie : « Doucement, nous sommes pressés ».
- 2003-2004 : Paris, Bibliothèque nationale, Portraits-Visages[6].
- 2002 : Irlande, Université de Limerick : Projection et intervention.
- 1997 : Paris, Cité internationale des arts : Portraits d’artistes.
- 1996 : Limoges, Galerie L’Œil Écoute.
- 1994 : Paris, Bibliothèque nationale : La matière, l’ombre, la fiction[7].
- 1992 : Paris, Baroque et contemporain.
- 1991 : Le Blanc, Espace d’art contemporain, Écrans Icônes.
- 1985 : Paris, Journée des Jeunes Créateurs.
- 1982 : Paris, Mois de la photo. Extrait de la série Les Eighties, présenté au Musée d’Art Moderne, dans le film vidéo Nouvelles vagues de Claude Nori.

## Publications et collections
- 2024 : Donation par ses ayant-droits de 14 photographies (13 portraits d’artistes et « 2 enfants sur le chemin ») au Musée d’Art et d’Histoire de Cholet (Maine et Loire).
- 2022 : Catalogue de l’exposition «Visiones Expandidas, Fotografía  experimental ». Editions Fundación « La Caixa ».
- 2020 : Catalogue de l’exposition «Noir & Blanc : une esthétique de la photographie. Collections de la Bibliothèque Nationale de France ». BNF Editions.
- 2014 : Donation de 24 photographies de la série “Mythos” et 12 photographies de la série “Altérations” au centre Pompidou www.centrepompidou.fr Mot clé de la recherche : Hergo
- 2014 : Donation de 65 photographies de la série “Artistes”à la bibliothèque Kandinsky du centre Pompidou.
- 2012 : Importante donation de tirages argentiques à la Bibliothèque nationale de France (BNF).
- 2004 : Acquisition de portraits d’artistes par la BNF.www.bnf.fr Mot clé de la recherche : Hergo
- 1998 : Portfolio Vis-à-Vis International[8],[9].
- 1985-1997 Commandes et illustrations pour le journal Libération.
- 1995 : Portfolio Contrejour[10].
- 1995 : Portfolio Photographies Magazine : « Centenaire du cinéma »[11].
- 1994 : Acquisition par le conseil général du Pas-de-Calais de la série «Ciné Spectator».
- 1991 : Catalogue de l'exposition "Écrans/Icônes de Le Blanc (Indre) à l'espace d'art contemporain Art Brenne "[12]
- 1990 : Photo Vis-à-Vis international[13]
- 1988 : Portfolio Vis-à-Vis International[14].
- 1987 : Poster Flammarion 4.
- 1986 : Portfolio éditions Autrement[15].
- 1985 : Portfolio Photographies magazine[16].
- 1985 : Portfolio magazine japonais[17].
- 1984 : Prix Air France/Ville de Paris[18].
- 1983 : Premier dépôt d’œuvres à la BNF.
- 1983 : Cartes postales éditions Mille[19].